# 中山西路街道 (呼和浩特市)
中山西路街道，是中华人民共和国内蒙古自治区呼和浩特市回民区下辖的一个乡镇级行政单位。

## 行政区划
中山西路街道下辖以下地区：
海亮社区、公园东路社区、中山西路社区、吕祖庙街社区和贝尔路社区。